# Europese kampioenschappen shorttrack 2017
De Europese kampioenschappen shorttrack 2017 werden van 13 tot en met 15 januari 2017 georganiseerd in het Palavela te Turijn (Italië). Dit was het stadion waar elf jaar eerder het shorttrack op de Olympische Winterspelen 2006 werd verreden.

## Medailles

### Mannen
| Onderdeel         | Goud | Goud                                                         | Zilver | Zilver                                                                              | Brons | Brons                                                                           |
| ----------------- | ---- | ------------------------------------------------------------ | ------ | ----------------------------------------------------------------------------------- | ----- | ------------------------------------------------------------------------------- |
| 500m              | NED  | Sjinkie Knegt                                                | NED    | Dylan Hoogerwerf                                                                    | RUS   | Viktor An                                                                       |
| 1000m             | HUN  | Shaolin Sándor Liu                                           | HUN    | Shaoang Liu                                                                         | RUS   | Semjon Jelistratov                                                              |
| 1500m             | RUS  | Semjon Jelistratov                                           | HUN    | Shaoang Liu                                                                         | ISR   | Vladislav Bykanov                                                               |
| 3000m superfinale | RUS  | Semjon Jelistratov                                           | HUN    | Shaolin Sándor Liu                                                                  | NED   | Sjinkie Knegt                                                                   |
| Klassement        | RUS  | Semjon Jelistratov                                           | HUN    | Shaolin Sándor Liu                                                                  | NED   | Sjinkie Knegt                                                                   |
| Aflossing         | NED  | Daan Breeuwsma Dylan Hoogerwerf Sjinkie Knegt Itzhak de Laat | RUS    | Denis Ajrapetjan Viktor An Semjon Jelistratov Alexander Sjoelginov Roeslan Zacharov | ITA   | Andrea Cassinelli Yuri Confortola Tommaso Dotti Nicola Rodigari Davide Viscardi |

### Vrouwen
| Onderdeel         | Goud | Goud                                                                             | Zilver | Zilver                                                        | Brons | Brons                                                               |
| ----------------- | ---- | -------------------------------------------------------------------------------- | ------ | ------------------------------------------------------------- | ----- | ------------------------------------------------------------------- |
| 500m              | NED  | Rianne de Vries                                                                  | ITA    | Martina Valcepina                                             | GBR   | Charlotte Gilmartin                                                 |
| 1000m             | RUS  | Sofia Prosvirnova                                                                | HUN    | Andrea Keszler                                                | RUS   | Jekaterina Konstantinova                                            |
| 1500m             | ITA  | Arianna Fontana                                                                  | RUS    | Sofia Prosvirnova                                             | ITA   | Lucia Peretti                                                       |
| 3000m superfinale | ITA  | Arianna Fontana                                                                  | RUS    | Jekaterina Konstantinova                                      | RUS   | Sofia Prosvirnova                                                   |
| Klassement        | ITA  | Arianna Fontana                                                                  | RUS    | Sofia Prosvirnova                                             | RUS   | Jekaterina Konstantinova                                            |
| Aflossing         | ITA  | Arianna Fontana Cecilia Maffei Lucia Peretti Arianna Valcepina Martina Valcepina | HUN    | Sára Luca Bácskai Petra Jászapáti Andrea Keszler Zsofia Konya | NED   | Yara van Kerkhof Lara van Ruijven Suzanne Schulting Rianne de Vries |

## Eindklassementen

### Mannen
| #      | Schaatser            | Land      | Punten |
| ------ | -------------------- | --------- | ------ |
| Goud   | Semjon Jelistratov   | Rusland   | 86     |
| Zilver | Shaolin Sándor Liu   | Hongarije | 71     |
| Brons  | Sjinkie Knegt        | Nederland | 54     |
| 4      | Shaoang Liu          | Hongarije | 45     |
| 5      | Dylan Hoogerwerf     | Nederland | 22     |
| 6      | Vladislav Bykanov    | Israël    | 20     |
| 7      | Viktor Knoch         | Hongarije | 17     |
| 8      | Viktor An            | Rusland   | 17     |
| 9      | Sébastien Lepape     | Frankrijk | 5      |
| 10     | Aleksandr Sjoelginov | Rusland   | 3      |

### Vrouwen
| #      | Schaatser                | Land                | Punten |
| ------ | ------------------------ | ------------------- | ------ |
| Goud   | Arianna Fontana          | Italië              | 79     |
| Zilver | Sofia Prosvirnova        | Rusland             | 73     |
| Brons  | Jekaterina Konstantinova | Rusland             | 39     |
| 4      | Rianne de Vries          | Nederland           | 39     |
| 5      | Lucia Peretti            | Italië              | 26     |
| 6      | Martina Valcepina        | Italië              | 23     |
| 7      | Andrea Keszler           | Hongarije           | 22     |
| 8      | Charlotte Gilmartin      | Verenigd Koninkrijk | 19     |
| 9      | Petra Jászapáti          | Hongarije           | 8      |
| 10     | Yara van Kerkhof         | Nederland           | 8      |